# La guerre dans le haut pays
La guerre dans le haut pays é um filme franco-belgo-suíço de 1998 dos gêneros drama e guerra, escrito e dirigido por Francis Reusser e estrelado por Marion Cotillard. O filme é baseado no romance La Guerre dans le Haut-Pays (1915) de Charles-Ferdinand Ramuz sobre a Suiça na era Napoleônica.
Foi selecionado como representante da Suíça na categoria de Melhor Filme Estrangeiro à edição do Oscar 1999, organizada pela Academia de Artes e Ciências Cinematográficas.
Por sua atuação no filme, Marion Cotillard ganhou o prêmio de Melhor Atriz no Festival de Cinema de Autrans de 1999. O filme também competiu pelo Urso de Ouro no Festival de Berlim de 1999.

## Elenco
- Marion Cotillard como Julie Bonzon
- Yann Trégouët como David Aviolat
- François Marthouret como Josias Aviolat
- Antoine Basler como Ansermoz
- Patrick Le Mauff como Tille
- Jacques Michel como Jean Bonzon
- Jean-Pierre Gos como Pastor